# Myrsine kauaiensis
Myrsine kauaiensis är en viveväxtart som beskrevs av Wilhelm B. Hillebrand.
Myrsine kauaiensis ingår i släktet Myrsine och familjen viveväxter. Inga underarter finns listade i Catalogue of Life.